# Oualili
Oualili (en àrab وليلي, Walīlī; en amazic ī) és una comuna rural de la prefectura de Meknès, a la regió de Fes-Meknès, al Marroc. Segons el cens de 2014 tenia una població total de 9.735 persones.